# Doratura lukjanovitshi
Doratura lukjanovitshi är en insektsart som beskrevs av Kusnezov 1929. Doratura lukjanovitshi ingår i släktet Doratura och familjen dvärgstritar. Inga underarter finns listade i Catalogue of Life.